# تشيستر كراندل
تشيستر كراندل هو سياسي أمريكي، ولد في 19 يونيو 1946 في هولبروك في الولايات المتحدة، وتوفي في 4 أغسطس 2014 في Heber-Overgaard, Arizona ‏ في الولايات المتحدة. نشط حزبياً في الحزب الجمهوري. وقد انتخب عضو مجلس شيوخ أريزونا ‏ وانتخب عضو مجلس نواب أريزونا ‏.